# Antoine Poidebard
Antoine Poidebard (ur. 12 października 1878 w Lyonie, zm. 17 sierpnia 1955 w Bejrucie) – francuski archeolog, jezuita, misjonarz, pionier archeologii lotniczej i podwodnej.
Po ukończeniu szkół wstąpił w 1897 do nowicjatu jezuitów (Towarzystwa Jezusowego) i w 1904 wysłany został do Turcji jako członek Misji Armeńskiej tego zakonu. Przebywając przez następnych sześć lat na placówkach w Tokat, Amasii i Sivas, opanował biegle język ormiański i turecki. W 1910 przyjął we Francji święcenia kapłańskie, a w latach 1911-1914 w związku z działalnością misyjną ponownie przebywał w Turcji (Marsivan i Sivas). Z chwilą wybuchu wojny światowej zgłosił się ochotniczo na front zachodni jako kapelan, jednakże w 1917 przydzielony został przez gen. Weyganda do francuskiej misji wojskowej na Kaukazie jako znawca miejscowych stosunków i języków. Wkrótce oddelegowano go do misji dyplomatycznej w rejonie czarnomorskim, w której do końca wojny również bardzo czynnie uczestniczył w pomocy dla Ormian. Po zakończeniu działań wojennych, w 1924 otrzymał profesurę na jezuickim Uniwersytecie  św. Józefa w Bejrucie i równocześnie zajmował się uchodźcami ormiańskimi w Bejrucie i Aleppo.
Z obserwacją lotniczą zetknął się w latach pierwszej wojny światowej, po przeszkoleniu odbytym dla prowadzenia obserwacji z powietrza szlaków komunikacyjnych na wyżynach irańskich pomiędzy Morzem Kaspijskim i Zatoką Perską. Kiedy w 1925 mianowano go obserwatorem francuskich sił lotniczych w stopniu podpułkownika rezerwy, rozpoczął poszukiwania z powietrza stanowisk archeologicznych, które kontynuował aż do 1942 r., odkrywając niezliczone stanowiska, przede wszystkim związane ze strukturą rzymskiego limesu w Syrii. W 1937 dokonał podobnej misji eksploracyjnej w Afryce Północnej (Algieria, Tunezja, Sahara północna). Po II wojnie światowej przeprowadzał tam badawczo-dokumentacyjne prace lotnicze i podwodne na terenie starożytnej Kartaginy (1948), zaś w latach 1946-49 dokończył wielostronną eksplorację w libańskim Sydonie.
Ojciec Poidebard był też prekursorem archeologii podmorskiej, podejmując w latach międzywojennych pierwsze badania starożytnego portu w Tyrze, później zaś w Sydonie. Wykorzystywał przy tym rozpoznanie (zdjęcia) lotnicze i prace przy pomocy nurków francuskiej marynarki wojennej uzupełniane zdjęciami podwodnymi z pokładu łodzi. W ten sposób trafnie zinterpretował odkryty w obydwu miejscach zespół kanałów, basenów, zastawek i śluz jako pozostałości systemu oczyszczającego i jako pierwszy wyjaśnił, jak mogły istnieć porty w epoce nieznającej sztucznego drenażu i wysokowydajnych pomp mechanicznych. 
Poidebard był również pionierem w stosowaniu różnych technik fotograficznych, z którymi eksperymentował w celu uzyskania najlepszego efektu wizualnego, takich jak np. fotografowanie pod słońce, wykorzystywanie filtrów czy fotografii w podczerwieni. Obserwacje z powietrza często weryfikował w trakcie eksploracji naziemnych, gdy warunki terenowe umożliwiały natychmiastowe lądowanie w pobliżu odkrytych ruin i bezpośredni dostęp do nich. Zdjęcia podwodne wykonywał z powierzchni aparatem w skonstruowanej własnoręcznie wodoszczelnej obudowie, zaś prace płetwonurków obserwował z pokładu za pomocą rodzaju podwodnego peryskopu własnego wyrobu.
Odkrycia swe publikował w licznych artykułach i książkach, do dziś stanowiących najlepszą dokumentację rzymskich zabytków tego regionu. Wśród nich za najistotniejszą uznać można dwutomową pracę La trace du Rome dans le désert de Syrie. Le limes de Trajan à la conquête arabe. Recherches aériennes 1925-1932, Paris 1934). Pozostałe ważniejsze publikacje to:
- Un grand port disparu – Tyr. Recherches aériennes et sous-marines 1934-1936, Paris 1939
- Le limes de Chalcis. Organisation de la steppe en Haute Syrie romaine. Documents aériens et épigraphiques, Paris 1945 [wspólnie z o. René Mouterde]
- Sidon – aménagements antiques du port de Saïda. Étude aérienne, au sol et sous-marine 1940-1950, Beyrouth 1951 [wspólnie z Jeanem Lauffray]